# Јосип Јурчич
Јосип Јурчич (слч. Josip Jurčič; Муљава, 4. март 1844 — 3. мај 1881) био је словеначки писац и новинар.

## Биографија
Рођен је 4. марта 1844. у Муљави, Аустријско царство (данас део општине Иванчна Горица, Словенија). Школовао се у Вишњој Гори и Видему. Следио је књижевни програм који је предложио Фран Левстик и био је један од најутицајнијих словеначких романтичарских реалиста. Преминуо је 3. маја 1881. од туберкулозе у Љубљани.
Оснивач је словеначке романтичарске реалистичне прозе, први словеначки прави приповедач, писац првог словеначког романа и прве словеначке реалистичке приповетке.
По њему је названа Јурчичева стаза (словен. Jurčičeva pot), 156 km од Вишње Горе, простире се преко Муљаве до извора реке Крке и Крчке пећине. Стазу је трасирало планинарско друштво Вихарни 1994. године поводом 150-годишњице пишчевог рођења.  Кућа у којој је рођен данас је претворена у музеј на отвореном.

## Радови
- Pripovedka o beli kači (1861)
- Spomini na deda (1863)
- Jurij Kozjak, slovenski janičar (1864)
- Deseti brat (1866), сада препознат као први словеначки роман.
- Veronika Deseniška (1881), представа.
- Kozlovska sodba v Višnji Gori (1867), кратка хумористичка прича.